# Eight Forty One
Eight Forty One es un edificio de oficinas de 94 metros y 22 pisos en la orilla sur del río St. Johns en la ciudad de Jacksonville, en el estado de Florida (Estados Unidos). Terminado en 1955, fue el edificio más alto de la ciudad durante 13 años hasta que fue superado por la Riverplace Tower. Era "el edificio de oficinas más alto del sur" y el más alto de Florida hasta que se completó el Edificio de ensamblaje de vehículos de la NASA en 1965. Los nombres anteriores del edificio incluyen Aetna Building, Prudential Plaza I or One Prudential Plaza, y Prudential Building.

## Historia

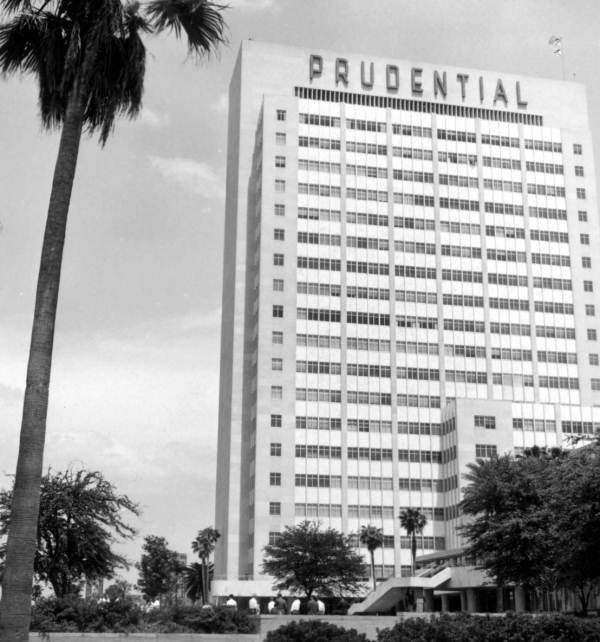
Prudential Building en 1960.

Originalmente conocido como Prudential Building, fue construido en 1955 para Prudential Insurance, que había seleccionado Jacksonville como su sede en el sureste. Los materiales de construcción incluyeron piedra caliza de Alabama, granito rosa de Carolina del Norte y mármol de Georgia. La propiedad de 53.000 m² está situada en la orilla sureste del río St. Johns e incluye 340 m de frente al río. Una pieza de 2 toneladas del Peñón de Gibraltar, una vez en el vestíbulo, ahora se encuentra en el patio a orillas del río. El edificio se utilizó como fondo en escenas de la película Creature From the Black Lagoon.
En 1985 se construyó un edificio hermano, Two Prudential Plaza, al lado. El edificio Prudential se sometió a una importante renovación en 1988.
Ocwen Financial Corp. completó la compra por 36 millones de dólares del edificio Prudential Plaza One en agosto de 1998.
En 1999, Aetna adquirió el negocio Prudential HealthCare por 1 mil millones de dólares y la señalización se cambió a "Aetna". El edificio se conoce oficialmente como Prudential Plaza I. Otra renovación importante se completó en 2002 después de que Aetna desocupara 14.200 m². El cambio de imagen también incluyó la construcción de un garaje de estacionamiento de 1.100 espacios por parte de Elkins Constructors. El 21 de febrero de 2002, el edificio Prudential Plaza I pasó a llamarse 841 Prudential Drive.
El 23 de enero de 2004, Ocwen vendió 841 Prudential Drive a South Shore Group por 39 millones de dólares. El nombre del edificio volvió a ser Aetna Building.
En la reunión del 31 de enero de 2008 de la Junta de Revisión del Desarrollo del Centro (DDRB) de la Comisión de Desarrollo Económico de Jacksonville (JEDC), se aprobaron tentativamente los planes para una instalación de atraque de 128 rampas que se llamaría South Shore Marina & Riverwalk en el edificio Aetna. El proyecto utilizará un diseño similar al utilizado por los puertos deportivos de South Beach. Se harán mejoras al paisaje y la iluminación en el Jacksonville Riverwalk existente. Ya se habían obtenido permisos del Departamento de Protección Ambiental de Florida y del Cuerpo de Ingenieros del Ejército de los Estados Unidos.

## Inquilinos
El edificio fue la sede original de lo que ahora es el River Club de Jacksonville, un club de negocios privado que se trasladó al edificio ahora conocido como Wells Fargo Center en 1976.
El piso 12 está ocupado por el Regus Aetna Center, que ofrece suites de oficina ejecutivas a empresas que necesitan espacio de oficina temporal.

## Galería

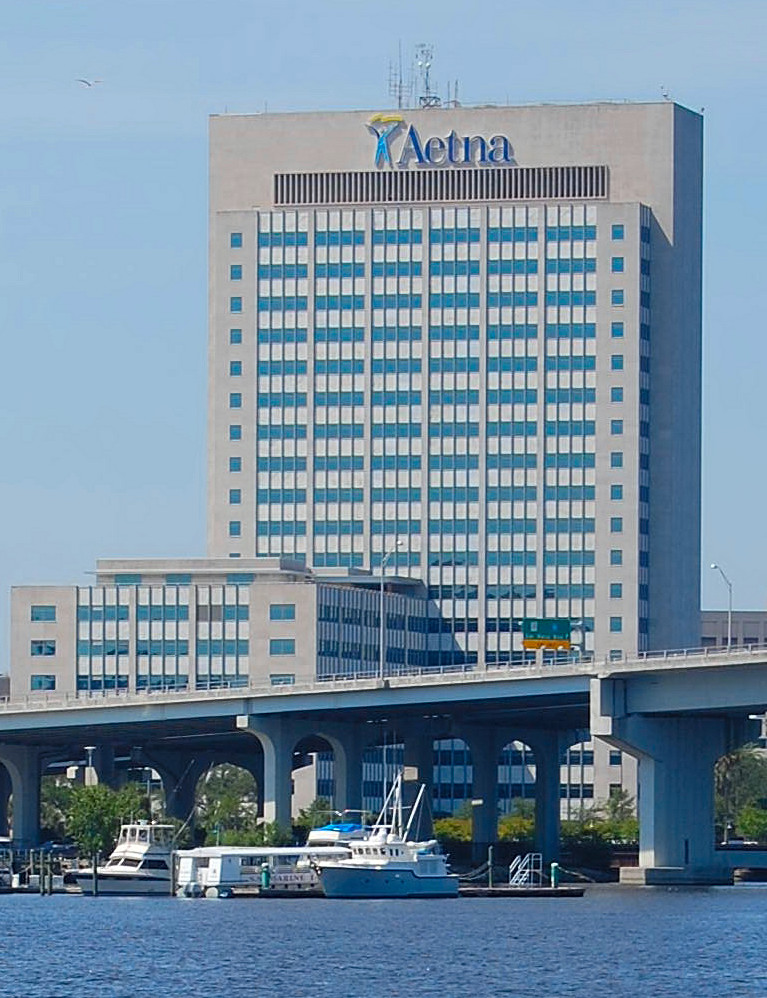
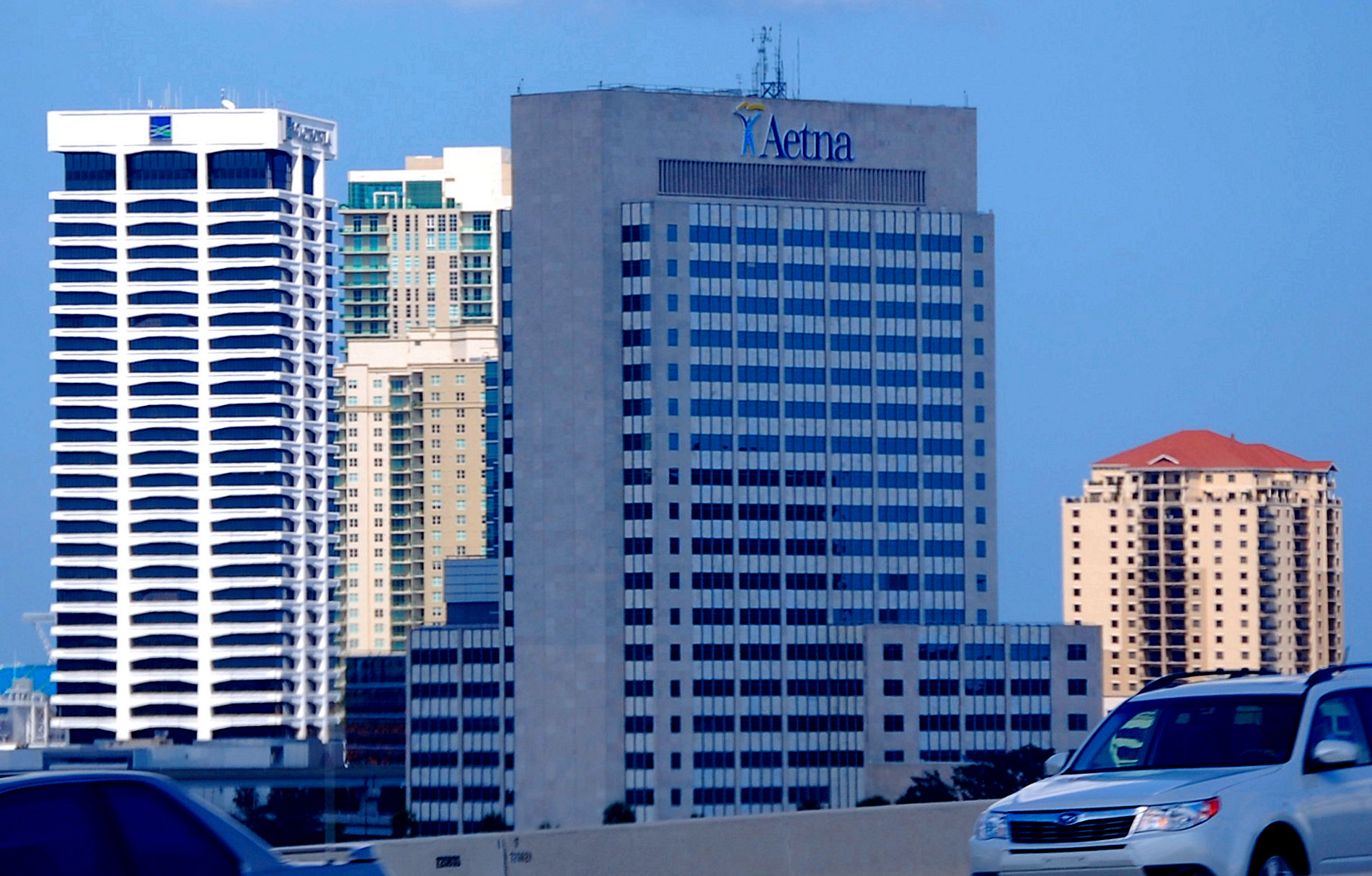
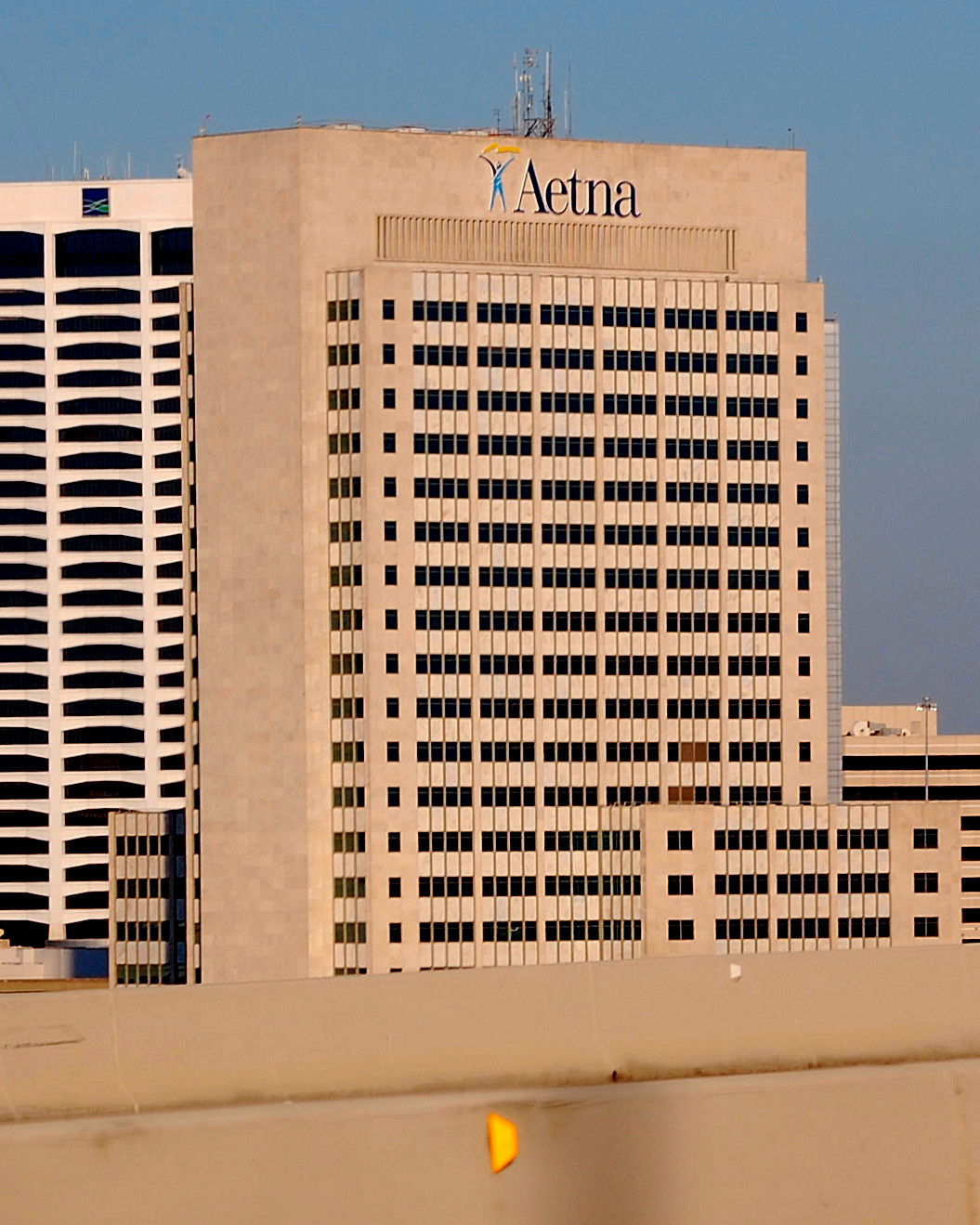
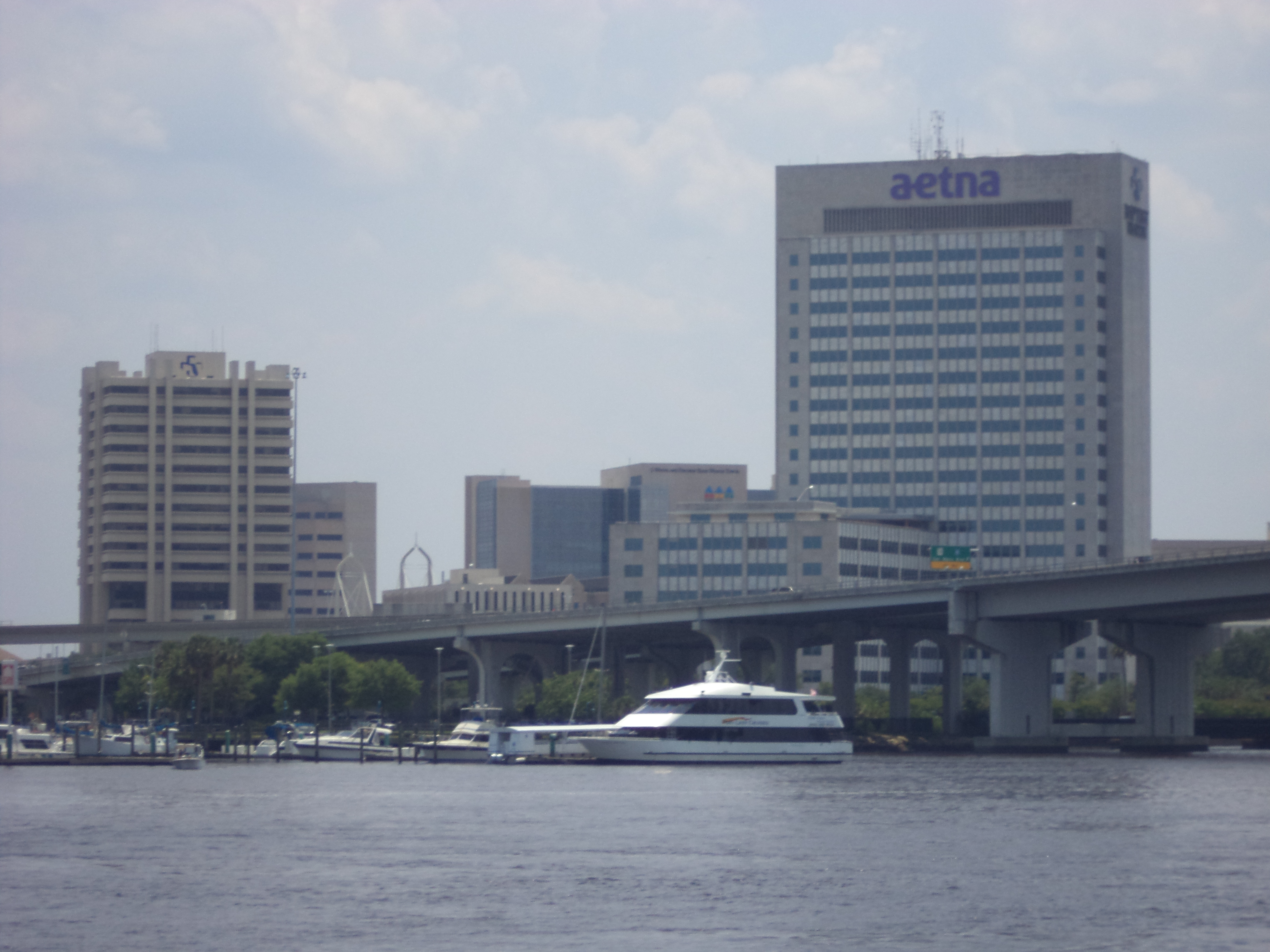